# تون ويك (باركشير)
تون ويك (بالإنجليزية: Eton Wick)‏ هي قرية تقع في المملكة المتحدة في إنجلترا.